# Polyanion

Polyplumbid, ein Polyanion des Bleis

Polyanionen sind Teilchen aus mehreren Atomen desselben Elements, die sich zusammengelagert haben und als Verband eine negative Ladung besitzen. Sie können durch Kondensation von mehreren einfachen Anionen unter Elimination von Wasser gewonnen werden. Die Begriffe Polyanion und Polykation wurden um 1930 von Eduard Zintl geprägt.
Anionenbildner sind Halogene (Fluor, Chlor, Brom, Iod), Chalkogene (Sauerstoff, Schwefel, Selen und Tellur) und weiter links im Periodensystem befindliche Elemente wie Blei, Zinn, Antimon oder Bismut. Elemente, die im Periodensystem mehr als vier Hauptgruppen vor den Edelgasen stehen (z. B. Indium, Thallium, Quecksilber),  gehören zu den Nicht-Anionenbildnern. Hier bilden sich immer nur unlösliche Verbindungen, die typische Legierungsstrukturen formen. Es lassen sich daher unterscheiden: Anionenbildnern und Nicht-Anionenbildnern, also Elementen, die ein bis vier Hauptgruppen vor den Edelgasen stehen und zur Bildung von Anionen bzw. Polyanionen befähigt sind, und Elementen weiter links im Periodensystem, die diese Eigenschaft nicht besitzen. Diese Grenze zwischen dritter und vierter Hauptgruppe wurde in einem Nachruf an Eduard Zintl von Fritz Laves als Zintl-Grenze bzw. Zintl-Linie bezeichnet. Sie ist noch heute unter diesen Namen bekannt, auch wenn sie inzwischen als weniger allgemeingültig und sinnvoll angesehen wird als früher angenommen.
Inzwischen konnten auch Polyanionen des Indiums hergestellt werden – allerdings nicht in flüssigem Ammoniak, sondern in Reaktionen ohne Lösemittel bei viel höheren Temperaturen. Solche Polyanionen der schwereren Metalle, die früher nur in flüssigem Ammoniak bekannt waren, wurden später zu Ehren ihres Entdeckers als Zintl-Ionen bezeichnet.
Im weiteren Sinne werden auch negativ geladene Polyelektrolyte, z. B. in Kationenaustauschern und anorganischen Polyphosphaten, als Polyanionen bezeichnet.